# 연구원
연구원(硏究員)은 연구를 하는 사람을 총칭한다. 연구원이 활동하는 분야는 여러가지이다. 연구원은 연구 수행에 종사하는 사람으로, 공식적인 직위에 따라 직업으로 인정될 수 있다. 사회연구원이나 사회과학자가 되려면 자신이 전문으로 하는 사회과학 관련 주제에 대한 방대한 지식이 있어야 한다. 마찬가지로 자연과학 연구자가 되기 위해서는 자연과학 관련 분야(물리학, 화학, 생물학, 천문학, 동물학 등)에 대한 지식이 있어야 한다.

## 같이 보기
- 연구
- 연구소